# 高譚市
哥谭市（英語：Gotham City，/ˈɡɒθəm/，GOTH-əm）是美国DC漫画所出版漫画书中的一个虚构城市，因是蝙蝠侠所居住的城市而知名。哥谭市首次出现在《蝙蝠侠》第4期（1940年12月出版），并成为蝙蝠侠大多数故事的发生场景所在地。
哥谭市被设定成一座靠近大都会的城市，而绝大多数的DC漫画参考书籍都将哥谭市设置在新泽西州。同时，如纽约市、芝加哥等城市也在近些年影响了哥谭市的外观和感觉。
按照DC扩展宇宙的设定，例如2016年电影《自杀小队》中就将哥谭市设置在新泽西州。而在蝙蝠侠的真人电影和电视剧中，哥谭市的外景多取自芝加哥、底特律、匹兹堡、洛杉矶、新泽西州和纽约市。

## 市名来源
在談論到將蝙蝠俠所居住的地點從紐約市改為一個虛構的城市時，作者比爾·芬格曾說「最初我打算將高譚市命名為「公民市」（Civic City）。隨後我試著將之取名為「首都市」（Capital City）和「海岸市」（Coast City）。後來當我在翻閱紐約市的電話簿時，我看見了「高譚珠寶店」（Gotham Jewelers），我說『就是他了，高譚市』。我們沒用紐約來稱呼這座城市，因為我們希望任何一個城市的人都能認同這座虛構城市。」
在蝙蝠俠於1939年登場前，「高譚」就已經是紐約市一個長久以來為人熟知的暱稱，因此「高譚珠寶店」和許多紐約市的商店名稱中都有「高譚」兩字。這個暱稱在19世紀時已經開始流行；華盛頓·歐文在1807年11月11日出版的諷刺期刊《纽约杂谈》中首次使用高譚來稱呼紐約。歐文借用了英國諾丁罕郡高譚村的名字，該村在當地的民俗傳說中被形容為「傻瓜居住的地方」。高譚村的名字是由古英文中的「山羊」（gāt）和「家」（hām）兩字結合而成，意為「牧羊的家鄉」，地名發音為「goat-əm」（/ˈɡoʊtəm/，其中「th」的發音為「t」後方加上一個不發音的「h」）。小丑在《偵探漫畫》（Detective Comics）第880篇中也引用了高譚地名的來源，告訴蝙蝠俠高譚的意思是「山羊能安全居住的地方」。然而，用來代稱紐約的「Gotham」則有著不同發音，與其中有「th」的其他英文單字發音相同，唸作「GOTH-əm」（/ˈɡɒθəm/）。

## 地理位置

### 位置设定

一张显示哥谭市位于新泽西州的设定地图
图片出自《DC漫画的惊奇世界》第14期（1977年3月出版）
作者：迪克·迪林

与其他DC宇宙中的城市一样，哥谭市的形象在这几十年的发展中有很多变化，但在传统定义上，哥谭市被认为位于美国新泽西州。在《DC漫画的惊奇世界》第14期（1977年3月出版）中，出版商马克·格鲁瓦尔德讨论了正义联盟的历史，并指出哥谭市位于新泽西州。
在《世界最强超级英雄》（1978年8月出版）中，一张地图显示了哥谭市位于新泽西州，而大都会则位于特拉华州。而在《世界最好漫画》第259期（1979年11月出版）中也证实了哥谭市位于新泽西州。而在《超级小子新冒险》第22期（1981年10月出版）和1990年的《DC宇宙地图集》中都显示了位于新泽西州的哥谭市和位于特拉华州的大都会。
1983年6月出版的《侦探漫画》第503期中就有几个出处暗示了哥谭市位于新泽西州。例如：泽西海岸上有一处路标，寫着“哥谭市以北20英里”；罗宾与蝙蝠女孩从“新泽西州秘密机场”开车前往哥谭市，而他们选择的路线正好是“哈德逊县高速公路”，而哈德逊县是新泽西州一个真实的地名。
而在1993年6月出版的《蝙蝠侠：蝠影》年刊第3期里，进一步确定了哥谭市位于新泽西州。的驾驶证上展示了他的家庭住址为“新泽西州 邮编：12345；法克斯欧尔路72号（72 Faxcol Dr Gotham City, NJ 12345）”。
根据2016年电影《自殺突擊隊》中的设定，在DC扩展宇宙中的哥谭市亦位于新泽西州内。

### 与大都会的关系

蝙蝠侠俯瞰哥谭市。作者：亞歷克斯·羅斯 (漫畫家)

哥谭市是蝙蝠侠的故鄉，正如大都会是超人的故鄉一樣。两位超级英雄在这相近的两座城市里一同搭擋，與各自作品中登場的反派交鋒或交流。在历年出版的漫画故事中，哥谭市与大都会之间的距离并不确定；但是可以确定的是，两座城市的距离都在驾车可以抵达的范围内。这两座城市经常被设定成位于特拉华湾两岸的双子星城，哥谭市一般位于新泽西州，而大都会则通常位于特拉华州。1990年代出版的《DC宇宙地图集》则明确地将哥谭市标注在新泽西州，而将大都会标注在特拉华州。
在青铜时代的漫画书中，都奈桥（Metro-Narrows Bridge）被设定成连接大都会与哥谭市的主要桥梁。它被描写成全球最长的悬索桥。
在1981年10月出版的《超级小子新历险记》第22期中展示的一张地图显示：大都会与哥谭市的距离处于驾车距离内；而小乡村则在无限地球危机后被设定在堪萨斯州。而在2000年3月出版的《DC宇宙的秘密文件与原始指南2000（The Secret Files & Origins Guide to the DC Universe 2000）》中的一张地图显示，大都会与哥谭市位于靠近布鲁德海文的三州地区。
而根据2016年电影《蝙蝠侠大战超人：正义黎明》，在DC扩展宇宙中，哥谭市被设定成与大都会隔海相望的一座城市。

## 市区概况

哥谭市地图（1999年）
绘制：艾略特·布朗（Eliot R. Brown）

哥谭市的市区位于一個群岛上，是DC宇宙中的美国的主要经济中心。哥谭市的重要行业包括制造业、运输业和金融业；此外哥谭市还拥有以大量博物馆、珠宝店和画廊为代表的艺术行业；并且还擅长制作巨型新奇道具。除了商业海港外，哥谭市还拥有海军造船厂。

### 上城岛
上城岛是哥谭市市区的一部分，位于哥谭市北部的一个最小的岛屿上。上城区四周被北河（North River）、东河（East River）、昆士河（Queens River）及商人河（River Monchant）所包围着。

#### 东区
东区（East End）是哥谭市最不发达的地区之一，这里充斥着贫穷、犯罪、卖淫以及毒品和武器的非法交易。猫女一直积极地保护着这一区域。
- 犯罪巷（Crime Alley）：这是一条位于东区的小巷。这里以前被称之为“公园街”，但现在却是一条危险和罪犯横行的地方。这里也是当年喬·齊爾在韦恩一家看完电影（部分作品里为歌剧）后当着年幼布鲁斯·韦恩的面前枪杀其父母湯瑪士·韋恩和玛莎·韦恩夫妇的地方。此外，这里也是蝙蝠侠第一次遇到杰森·托特的地方，当时傑森正试图从蝙蝠车上偷走轮胎。犯罪巷也是萊絲莉·汤普金斯（英语：Leslie Thompkins）醫生运营其诊所的地方。[29]
  - 韦恩纪念馆（Wayne Memorial）：这里是一個位于犯罪巷，用于缅怀托马斯·韦恩与玛莎·韦恩夫妇的纪念场所，尽管这里实际上仅仅只是在当初韦恩夫妇被槍殺的地方所放置的玫瑰花收集处。韦恩纪念馆由蝙蝠侠负责维护。
  - 公园街戏院（Park Row Theater）：这里曾經是一家时髦却已經衰落的戏院，由于韦恩夫妇在这里看完电影之后被枪杀而变得臭名昭著。此后戏院很快就失去了所有的生意，而变得和高譚市的其他地区一样腐败和衰退。

- 包厘街（Bowery）：这里被称之为哥谭市最糟糕的街区。位于犯罪巷的北边，和克朗波因特（Crown Point）相邻。克朗波因特是一个由罪犯、无家可归者和卖淫者所构成的小街区。

- 法尔科内阁楼（Falcone Penthouse）：这里曾經是法尔科内家族的总部所在地，直到双面人杀死卡麦·法尔科内（Carmine Falcone）。这里也是蝙蝠侠第一次遇到猫女和双面人的地方，而这个故事发生在《蝙蝠侠：漫长的万圣节（Batman: The Long Halloween）》中。

- 锅炉区（The Cauldron）：这里是哥谭市的一个区域，亦是兩大犯罪家族苏利文家族和莱利家族的总部的所在地。这里亦是哥谭市的一些久负盛名的打手的家。

- 达盖特企业（Daggett Enterprises）：这是一家从事经济和制药工程的公司，并經常与韦恩企业發生冲突。达盖特企业致力于从事各种工业、流行病学研究和房地产开发。

- 特别罪案处（Special Crimes Unit）：这是高谭市警察局的一个下属单位，主要负责协调和监督在东区执法的警务人员和其他执法人员，同时亦是蝙蝠信号的发射地，并且为这里的执勤人员提供车辆和更衣室；而且还临时设有监牢和羁押及审讯房间。在《黑暗骑士三部曲》中被改名为“重案处（Major Crimes Unit）”。

- 配送中心（Distribution Center）：位于特别罪案处的南侧，曾經是班恩的藏身之地。

- 罗伯特·凯恩纪念大桥（Robert H. Kane Memorial Bridge）：这是为了纪念尼古拉斯·安德斯和布拉德利·安德斯这对继兄弟而修建的大桥，连接着东区与凯恩县（Kane County）。

- 罗宾斯维尔（Robbinsville）：这是一個位于东区的南部半岛的弧形地带，为了纪念DC漫画的漫画家弗兰克·罗宾斯（英语：Frank Robbins）而命名的。

- 胭红角（Cape Carmine）：这是一個位于罗宾斯维尔尽头的海角地区，被有组织犯罪集团长期占据。

#### 南峡岛区
南峡岛（South Channel Island）是一個位于上城岛和中城岛之间的小岛，地处上城岛的西南部，被北峡河（North Channel）、南峡河（South Channel）、商人河（River Monchant）和昆士河（Queens River）所包围。

#### 奥迪斯堡区
奥迪斯堡区（Otisburg District）是哥谭市的一个地区，横贯哥谭市上城区的北部，并和位于大陆的哥谭县相连。
- 斯塔格工业（英语：Stagg Enterprises）：这是位于奥迪斯堡的一家跨国科技企业，专门从事全国性的工业工程项目以及在能源、化学和基因工程方面的创新研究。

- 君王扑克牌厂（Monarch Playing Cards）：这是一家位于艾斯化工廠隔壁的扑克牌公司。红头罩帮在试图抢劫艾斯化工廠之前曾經短暂占领这里当做基地。

- 骑士巨蛋体育综合体（Knightsdome Sporting Complex）：这是一个位于奥迪斯堡的体育综合体建筑，是哥谭市各個主要体育俱乐部的主场并承担了哥谭市的大多数体育赛事。

- 欧麦克基地（OMAC Base）：这是欧麦克（英语：OMAC (comics)）和他的兄弟眼（Brother Eye）藏身之处，位于骑士巨蛋体育综合体下方。

- 艾斯化工廠：这是位于奥迪斯堡西部的一家化工企业。公司内的一位前工程师曾經试图勾结位于君主扑克牌厂的红头罩帮对该公司实施抢劫，但是蝙蝠侠出现并将他绊倒掉入一个裝滿化学品的大桶内。这名工程师就是后来的哥谭市著名反派兼蝙蝠俠的最大死敵小丑。[31]在1989年电影《蝙蝠俠》中被改名为“主轴化工厂（Axis Chemicals）”。

- 做牌俱乐部（The Stacked Deck）：这是一家環境十分肮脏的夜总会，不少臭名昭著的恶棍在这里聚会。

- 游乐区（Amusement Mile）：位于奥迪斯堡的北海角，拥有摩天轮、过山车及其他主题公园应有的游乐设施。

- 哥谭企业（英语：GothCorp）：这是一家可以与韦恩企业媲美的经济型制药公司，其首席执行官是菲瑞斯·博尔（Ferris Boyle）。但因为菲瑞斯的原因，公司的一名员工维克多·弗莱斯（Victor Fries）被转换成了超级反派急冻人。[32]

- 星辰实验室：一家跨国科研公司。其位于哥谭市的分部专门从事武器的研究和开发。

- 韦斯特沃德大桥（Westward Bridge）：这是一座连接伯恩利（Burnley）区和阿卡姆岛的桥梁，大桥最终还延伸到哥谭河的西岸。这座桥以演員亚当·韦斯特和伯特·沃德的姓氏命名，以纪念他们在1966年电视剧及电影中出演蝙蝠侠和罗宾。

### 中城岛部分
中城岛是哥谭市大都会区的一部分，位于哥谭市的中间岛屿。中城区四周被四条不同的河流包围：北部是商人河（River Monchant）、南部是哥谭河（Gotham River）、东部是东河（East River）、西部是昆士河（Queens River）。中城岛的著名地标包括：哥谭塔（Gotham Tower）、韦恩塔（Wayne Tower）、哥谭码头（Gotham Pier）和普鲁伊特大厦（Prewitt Building）。

#### 奈何岛
奈何岛（The Narrows）是一個位于哥谭河（Gotham River）中的岛屿，位于哥谭市的中城区和下城区之间。奈何岛是在2005年電影《蝙蝠俠：開戰時刻》和其續集《黑暗騎士》中被引入；随后这个设定就被用于蝙蝠侠的其他作品当中。奈何岛的设定在一定程度上参考了位于纽约市东河，曼哈頓与皇后區之间的罗斯福岛。
- 阿卡漢精神病院：阿卡漢精神病院是哥谭市的一家精神病专科医院，住着罹患精神病的患者。阿卡漢精神病院的高调患者往往都是由蝙蝠侠送进来的流氓和恶棍。在动画电影《蝙蝠俠：高譚騎士》中，阿卡姆精神病院被扩大到覆盖整个奈何岛。

- 哥谭学院（英语：Gotham Academy）：在“DC宇宙：重生”后，哥谭学院成为一家非常有名的私立学校，有不少哥谭市的精英在此就读。而旧版本的哥谭学院也曾經在《新蝙蝠侠》和《少年正义联盟》等电视剧或动画剧里出现过，这里亦是迪克·格雷森、阿耳忒弥斯·克罗克（英语：Artemis Crock）、芭芭拉·戈頓等人读书的地方。

#### 罗宾逊公园区
罗宾逊公园（Robinson Park）是哥谭市的一座大型公园。在《蝙蝠侠：无主之地》中，毒藤女宣称这个区域是属于她的地盘。

### 下城岛部分
下城岛是哥谭市最南部的一个区域，亦是和上城岛及中城岛比起来最大的岛屿；下城岛的外部就是大西洋。下城岛的著名地标有：世界金融中心（World Financial Center）、正义雕像、华尔街、威廉街和哥谭城市中心（Gotham City Centers）。

#### 黑门岛区
- 黑门监狱（英语：Blackgate Penitentiary）：哥谭市的主要监狱，位于黑门岛。[33]

- 正义雕像（Statue of Justice）：正义雕像是一座位于城市离岸的纪念碑。雕像的人物蒙住双眼，双手各持一把剑和一个天秤。雕像仿佛是正义女神和自由女神的混合体。

#### 伯恩利区
伯恩利区（Burnley District）是哥谭市的中心地区。
- 哥谭大学（Gotham University）：哥谭市历史最悠久且最有名的大学之一，这所大学吸引了全美國最聪明的人士和思想家的关注。在历任哥谭大学的学生及教员中包括不少蝙蝠侠的对手们，例如哈莉·奎茵曾经通过体操奖学金在哥谭大学就讀心理学；“稻草人”乔纳森·克莱恩亦曾經在哥谭大学任教心理学，直到他因為对其学生使用恐惧诱导毒剂而被解雇。哥谭大学成立于1898年，是全美國学术教育的一大亮点。因為其学术而盛名，哥谭大学拥有自己的银行和一座收藏无数价值连城的文物的博物馆。

- 凡·格伦瓦尔德企业（Von Gruenwald Enterprises）：一家位于伯恩利区的经济与生物科技防务公司，专注于各种工业领域和先进医药的研发工作。

- WGTU电台（WGTU Radio）：一家由哥谭大学所支持的电视台，其真实台站的地址位于密歇根州特拉弗斯城。

- 哥谭慈善总医院（Gotham Mercy General Hospital）：哥谭市主要的公共医院。

- 佐丹奴植物园（Giordano Botanical Gardens）：哥谭市的一座保育区花园，毒藤女有时使用这里当作藏身之地。

- 伯恩利货运码头（Burnley Freight Yards）：哥谭市进出口货物的主要场所，目前被“法尔科内家族”所控制。

- 哥谭纹章公寓（Gotham Arms Apartment）：位于伯恩利南部的公寓群建筑，其建筑上有不少设计图案或徽章以区别其中的小酒馆或客栈。例如，“哥谭徽章”就是挂在小酒馆上的哥谭外套徽章，用于和其他住宅场所进去区别。

- 老哥谭地铁（Old Gotham Subway）：一条位于伯恩利地下的废弃地铁隧道。

#### 钻石区
哥谭市最富有的人所聚居的地区。
- 韦恩企业总部：韦恩企业是一家總部位于哥谭市钻石区的跨国科技巨头和绿色公司（英语：Green company），经营范围十分廣泛。

- 冰山俱乐部（英语：Iceberg Lounge）：一家由企鹅人拥有和经营的夜总会，他将其作为其犯罪活动的合法掩饰。[34]

- 罗宾斯企业（Robbins Enterprises）：一家专门从事各类软件研发的保险公司。

- 《哥谭公报》（Gotham Gazette）：哥谭市的主要报社之一。在白银时代（英语：Silver Age of Comic Books），大都会市的主要报社《星球日报》的主编佩里·怀特在其职业生涯初期曾經就职于本报。[35]

#### 中国盆地区
中国盆地（China Basin）是哥谭市的唐人街地区。中国盆地以餐厅和东方市场而闻名，而居住在这里的华人认为这里是一个独立的社区，他们既不需要“外人”的帮助也不允许“外人”来干涉他们的生活。这里的主要街道可以通过大门街（Gate Street）的金色大门进入。
- 文斯芬克尔大桥（Vincefinkel Bridge）：一座横跨哥谭河而连接中国盆地和大陆西部的桥梁。在《蝙蝠侠：无主之地》故事之前，这座桥梁被称为“布朗大桥（Brown Bridge）”。

#### 哥谭老城区
哥谭老城区的主要地标有：神谕钟楼（Oracle's Clock Tower）和哥谭警局总部。
- 哥谭警局总部（英语：GCPD Headquarters）：哥谭市警察局的主要总部。这栋建筑本身一直是哥谭市的破坏者、犯罪分子以及超级恶棍们所袭击的目标，然而它总是在不断的破坏与摧残中得到恢复、重建与翻修，以继续在这座充满犯罪和腐败的城市里捍卫法律和守护正义。

- 钟楼：这是芭芭拉·戈登以“神谕（Oracle）”的名义活动的时期的秘密基地。

- 哥谭市政大厅（Gotham City Hall）：高譚市的市政官员所在的公共机构。

- 大教堂广场（Cathedral Square）：哥谭市最主要教堂——大教堂（The Cathedral）所在的广场。大教堂曾经试图成为哥谭市的信仰中心，其塔楼上的石制怪兽和晨钟可以俯视整个哥谭；而大教堂的最初设计理念就是抵御邪恶。大教堂的修建完成后曾經一度让哥谭市的其他建筑黯然失色。

- 河滨中心（Riverfront Center）：一個位于哥谭老城北部的酒类购物中心，能在这里俯瞰米勒港（Miller Harbor）。

#### 南欣克利区
南欣克利（South Hinkley），亦被称为下哥谭（Lower Gotham）或桑迪胡克（Sandy Hook），是一座位于哥谭市下城区某个小岛上的自治市镇。它被两条大河、一条小河和大洋所包围。南欣克利的建筑风格模仿了下曼哈顿。

### 其他地区

#### 布里斯托县
布里斯托县（Bristol County）与帕利赛德斯（The Palisades）都是位于哥谭市市郊的社区。
- 韦恩庄园：布鲁斯·韦恩的豪宅庄园，位于哥谭市的市郊。蝙蝠侠的秘密基地蝙蝠洞就在这栋庄园的地下。韦恩庄园也被称为“韦恩府（Wayne Mansion）”和“庄严的韦恩采邑（Stately Wayne Manor）”。[36]

## 其他媒体

### 電影
- 1989年至1997年系列：

- （1989）

- 《蝙蝠俠大顯神威》（1992）

- 《永远的蝙蝠侠》（1995）

- 《蝙蝠侠与罗宾》（1997）

- 黑暗騎士三部曲

- 《蝙蝠俠：開戰時刻》（2005）

- （2008）

- （2012）

- DC擴展宇宙

- 《蝙蝠俠對超人：正義曙光》（2016）

- 《自殺突擊隊》（2016）

- 《正義聯盟》（2017）

- 《蝙蝠俠》（2022）

### 電視
- 《萬惡高譚市》

### 電子遊戲
樂高蝙蝠俠系列遊戲
- 《樂高蝙蝠俠》（2008）
- 《乐高蝙蝠侠2：DC超级英雄》（2012）
- 《樂高蝙蝠俠3：飛越高譚市》（2014）

蝙蝠侠：阿卡漢系列游戏
- 《蝙蝠侠：阿卡漢疯人院》（2009）
- 《蝙蝠俠：阿卡漢之城》（2011）
- 《蝙蝠侠：阿卡漢起源》（2013）
- 《蝙蝠侠：阿卡漢騎士》（2015）

## 現實影響

### 臺灣
在臺灣，網路論壇或新聞媒體時有將治安狀況不佳的都會區或者治安事件頻傳的時刻與高譚市連結。

### 出典
1. 1 2  Amazing World of DC Comics #14, March 1977. DC Comics.
2. 1 2  World's Finest Comics #259, October–November 1979. DC Comics.
3. 1 2  Detective Comics #503 June 1983. DC Comics.
4. 1 2  Atlas of the DC Universe, 1990. DC Comics.
5. 1 2  Batman: Shadow of the Bat Annual #1, June 1993. DC Comics.
6. 1 2  Montgomery, Paul (2011-05-18). "The Secret Geography of the DC Universe: A Really Big Map" （页面存档备份，存于）
7. ↑  Safire, William (1995-07-30). "ON LANGUAGE; Jersey's Vanishing 'New'" （页面存档备份，存于）. The New York Times.
8. ↑  . Movie-locations.com.   [2010-12-25]. （原始内容存档于2019-04-23）.
9. ↑  Otto, Jeff. . IGN. 2006-06-05  [2006-11-06]. （原始内容存档于2012-03-31）.
10. 1 2  . Asbury Park Press. 2016-08-05.
11. 1 2  . comicbookresources.com. 2016-08-07  [2018-03-27]. （原始内容存档于2016-08-19）.
12. ↑  Steranko, Jim. . Reading, Pa.: Supergraphics. 1970: 44. ISBN 0-517-50188-0.
13. ↑  Mackeever, Samuel Anderson.  2. New York: National Police Gazette Office. 1880  [2016-02-06]. （原始内容存档于2014-08-12）.
14. ↑  . World Wide Words. 1999-02-06  [2011-07-13]. （原始内容存档于2011-06-01）.
15. ↑  Caroline Lowbridge. . BBC News. 2014-01-01  [2015-06-20]. （原始内容存档于2015-07-11）.
16. ↑  Scott Snyder (編劇), Jock (藝術家). My Dark Architect 《Detective Comics》, 第880期 (September 2011). DC Comics.
17. ↑  . Random House Dictionary. dictionary.com.   [2010-07-07]. （原始内容存档于2010-07-02）.
18. ↑  World’s Greatest Super Heroes, 1978-08. DC Comics.
19. ↑  World's Finest Comics #259, 1979-10－1970-11
20. ↑  New Adventures of Superboy #14, 1981-10. DC Comics.
21. ↑  Montgomery, Paul (2011-05-18). "The Secret Geography of the DC Universe: A Really Big Map" （页面存档备份，存于）. iFanboy.
22. ↑  DC Comics Presents #18, 1980-02
23. ↑  New Adventures of Superboy #22, 1981-10
24. ↑  Action Comics #451, 1975-09. DC Comics.
25. ↑  The Man of Steel #1, 1986-10. DC Comics.
26. ↑  Secret Files & Origins Guide to the DC Universe 2000 #1 (2000-03)
27. ↑  CHRIS E. HAYNER. . ScreenerTV.com.   [2018-05-14]. （原始内容存档于2018-05-17）.
28. ↑  Batman: No Man's Land # 1. DC Comics.
29. ↑  Detective Comics #33, November 1939. DC Comics.
30. ↑  .   [2018-05-07]. （原始内容存档于2016-10-10）.
31. ↑  Detective Comics #168. DC Comics.
32. ↑  "Snow". Batman: Legends of the Dark Knight #192-196. DC Comics.
33. ↑  Detective Comics #629. DC Comics.
34. ↑  Detective Comics #683. DC Comics.
35. ↑  World's Finest Comics #80, 1956-01－1956-02. DC Comics.
36. ↑  Detective Comics #28. DC Comics.
37. ↑  網搜小組／綜合報導. . ETtoday. 2016-11-11  [2020-01-21]. （原始内容存档于2017-01-22）.
38. ↑  李鴻典. . 三立新聞. 2017-06-19  [2020-01-21]. （原始内容存档于2017-08-23）.
39. ↑  林偉信; 陳志賢; 胡欣男. . 中國時報. 2017-06-19  [2020-01-21]. （原始内容存档于2021-11-22）.

### 文献
- Brady, Matthew and Williams, Dwight. Daily Planet Guide to Gotham City. Honesdale, Pennsylvania: West End Games under license from DC Comics, 2000.
- Brown, Eliot.  "Gotham City Skyline".  Secret Files & Origins Guide to the DC Universe 2000. New York: DC Comics, 2000.
- Grant, Alan. "The Last Arkham".  Batman: Shadow of the Bat #1.  New York: DC Comics, 1992.
- Loeb, Jeph.  Batman: The Long Halloween.  New York: DC Comics, 1997.
- Miller, Frank. Batman: Year One. New York: DC Comics, 1988.
- Morrison, Grant.  Arkham Asylum.  New York:  DC Comics, 1990.
- O'Neil, Dennis.  "Destroyer". Batman: Legends of the Dark Knight #27.  New York: DC Comics, 1992